# 東名駅

東名駅付近の路線図

東名駅（とうなえき）は、宮城県東松島市野蒜ケ丘三丁目にある、東日本旅客鉄道（JR東日本）仙石線の駅である。
仙石線の駅であり、1958年（昭和33年）以降は無人駅として営業していたが、2011年（平成23年）3月11日に発生した東日本大震災（津波）によって激しく被災した。以降は当該線区とともに営業停止となっていたが、震災翌年、不通となっていた区間のうち陸前大塚駅から陸前小野駅までについては線路を内陸部に約500メートル移設して復旧することが決定し、ここに含まれる東名駅についても内陸部に新設されることが発表された。
2015年（平成27年）5月30日に内陸側に移設した新線上へ移転のうえ、営業を再開した。

## 歴史
- 1931年（昭和6年）12月1日：宮城電気鉄道の駅として開業[3]。
- 1944年（昭和19年）5月1日：宮城電気鉄道の国有化により[3]、運輸通信省の駅となる。
- 1958年（昭和33年）10月1日：無人駅化[4]。
- 1987年（昭和62年）4月1日：国鉄分割民営化により、東日本旅客鉄道（JR東日本）の駅となる[3]。
- 2003年（平成15年）10月26日：ICカード「Suica」の利用が可能となる[報道 2]。
- 2011年（平成23年）3月11日：東北地方太平洋沖地震（東日本大震災）で発生した津波により、駅施設などに甚大な被害を受けた。
- 2015年（平成27年）
  - 3月14日：営業再開に先立ち、この日より営業キロを移設後のものに変更[報道 3]。
  - 5月30日：従来の位置より内陸に移設して営業を再開。ただし、仙石東北ラインの列車は停車しない[報道 1]。
- 2024年（令和6年）10月1日：えきねっとQチケのサービスを開始[1][報道 4]。

## 駅構造
単式ホーム1面1線を有する地上駅である。石巻駅管理の無人駅で、ホーム入口には簡易Suica改札機、待合室内には乗車駅証明書発行機が設置されている。

### のりば
| 番線 | 路線    | 方向 | 行先               |
| ---- | ------- | ---- | ------------------ |
| 1    | ■仙石線 | 上り | 松島海岸・仙台方面 |
| 1    | ■仙石線 | 下り | 矢本・石巻方面     |

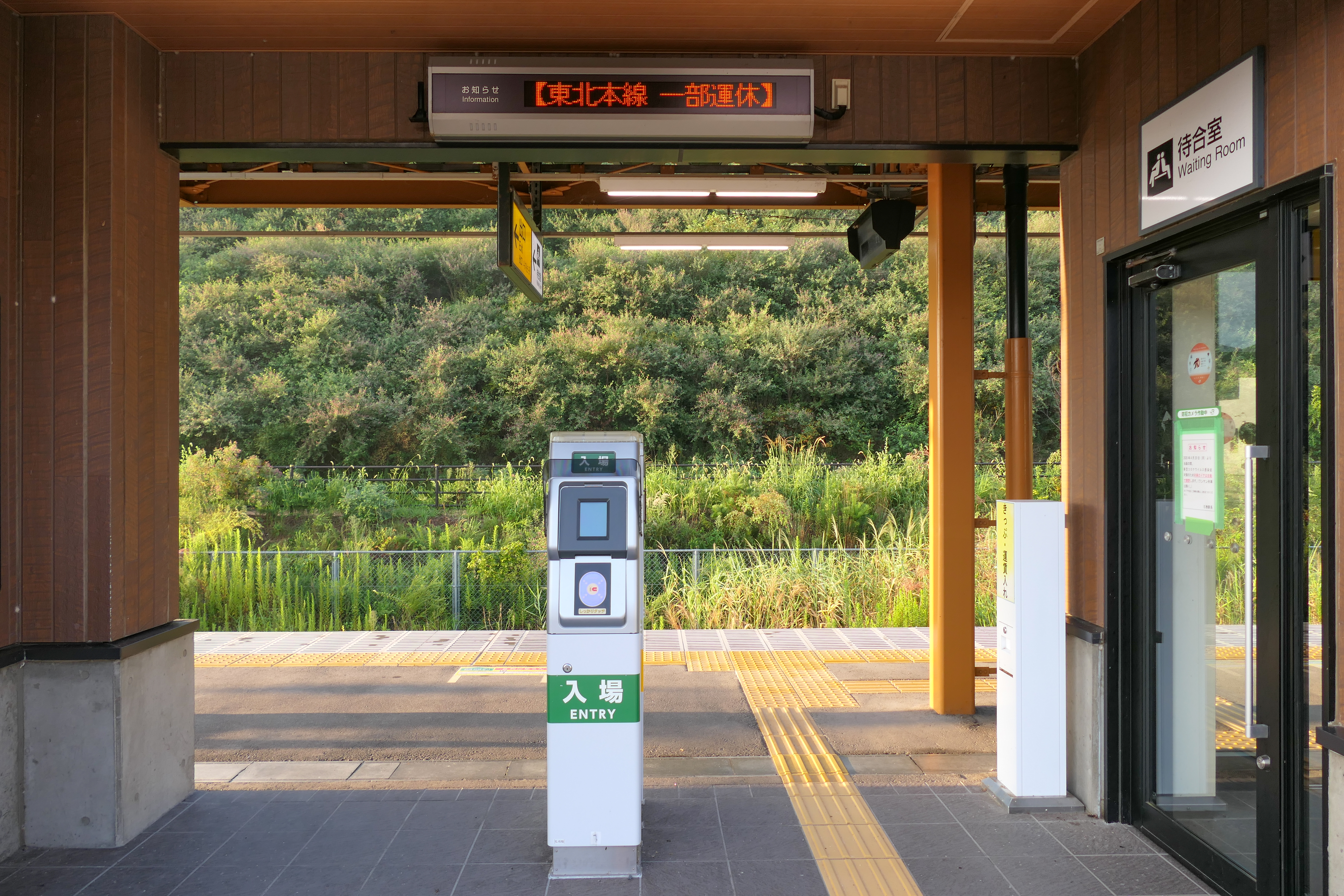
改札口（2021年9月）
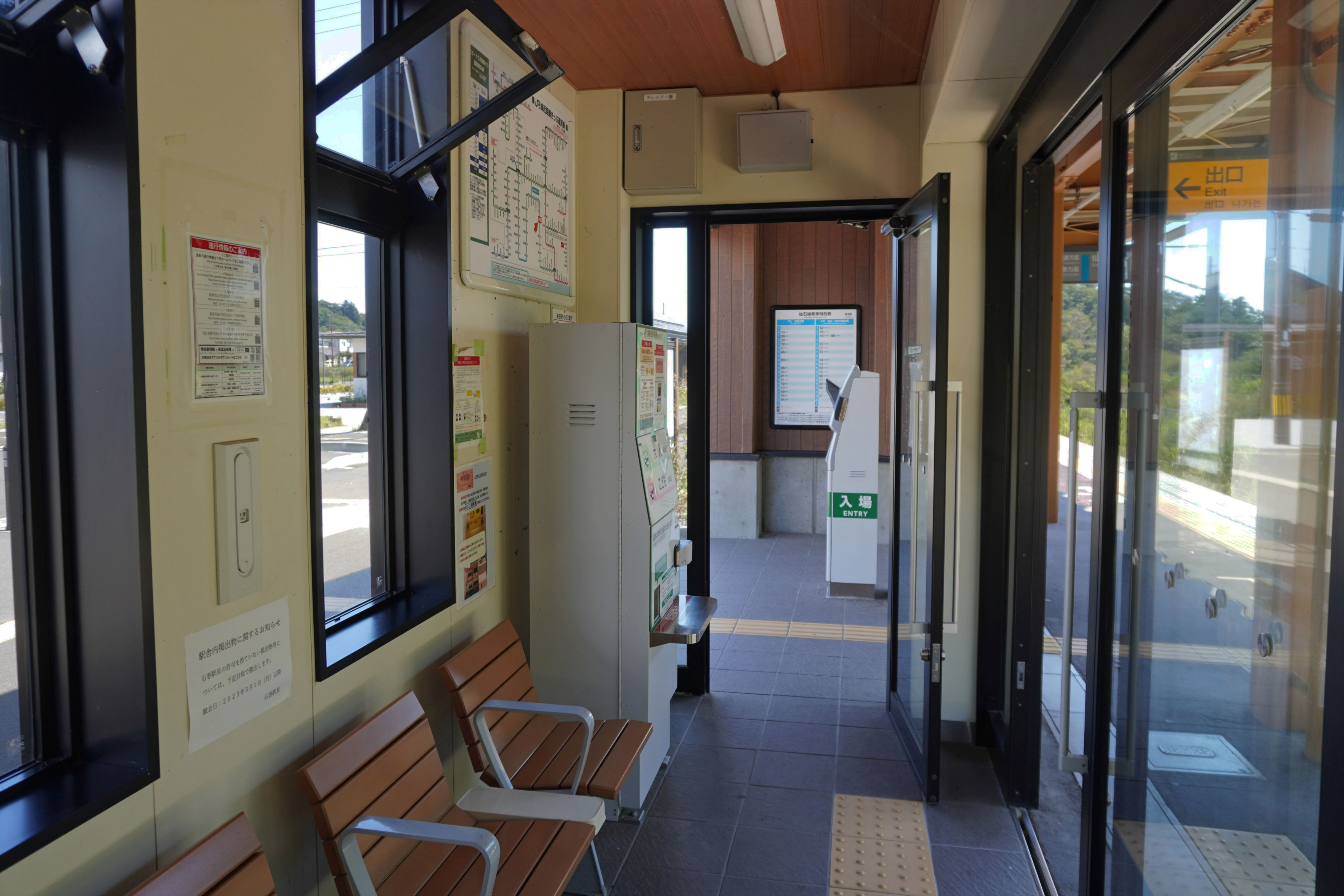
待合室（2023年8月）
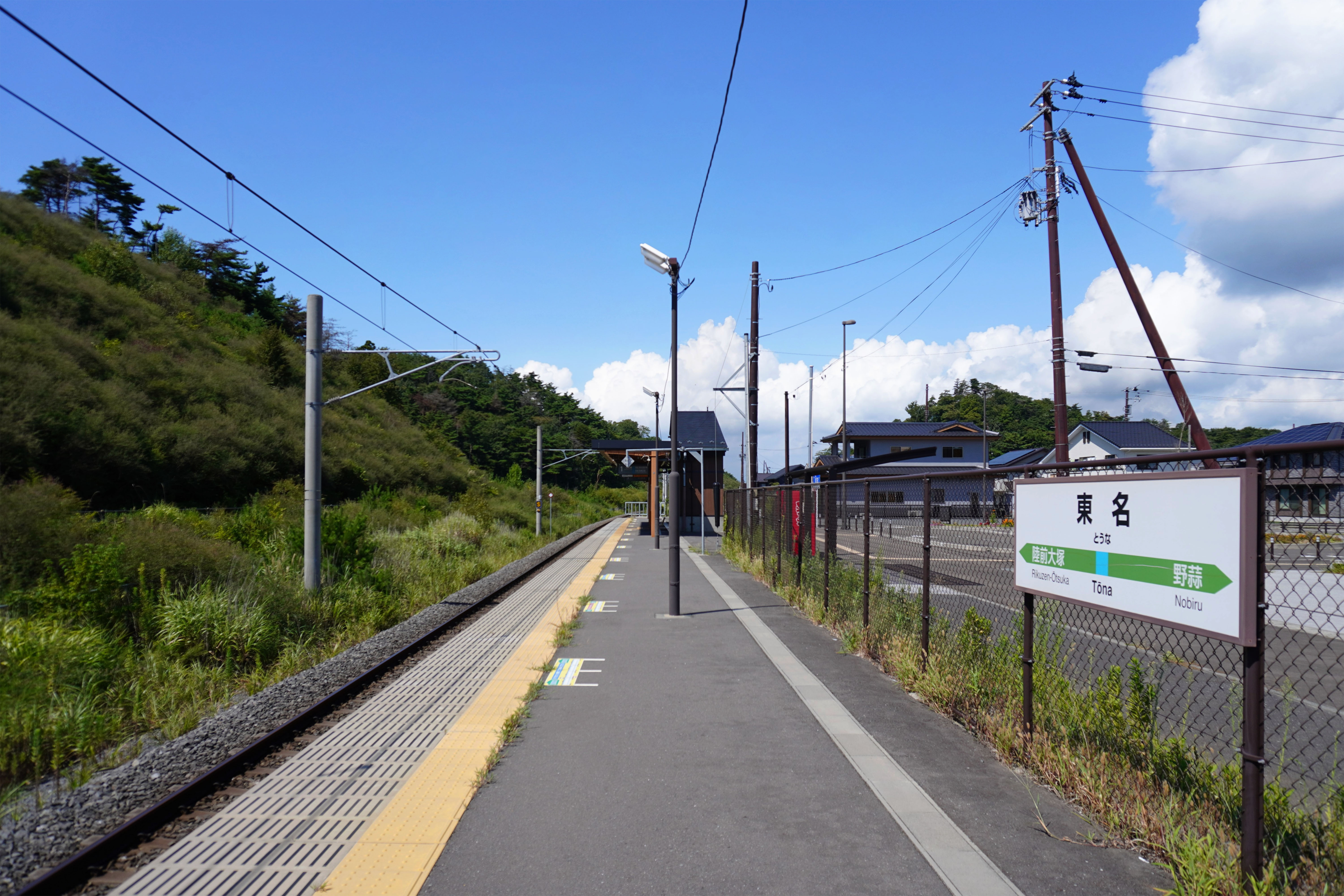
ホーム（2023年8月）

### 震災前の旧駅舎
移設前の旧駅は、現在と同様に単式ホーム1面1線を有する地上駅であった。矢本駅管理の無人駅で、ホーム入口には簡易Suica改札機、待合室内には簡易自動券売機が設置されていた。
2012年（平成24年）時点ではプラットホームのみが残されていたが、2014年（平成26年）4月時点ではホームも撤去されており、更地になっている。
2015年（平成27年）5月29日まで松島海岸駅と矢本駅を結んでいた代行バス停留所は、旧駅前を通る県道上に設置されていた。

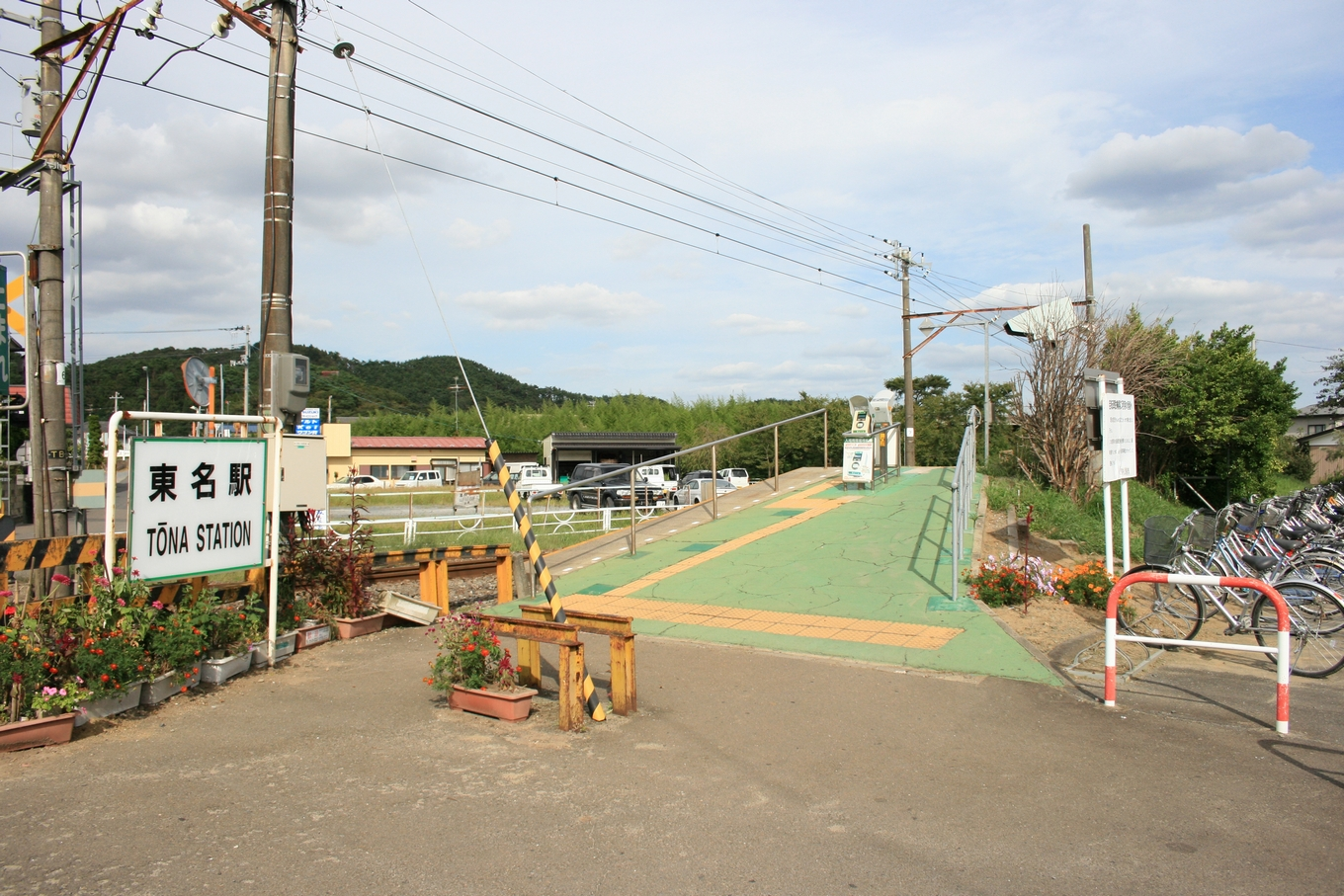
旧駅入口（2007年9月）
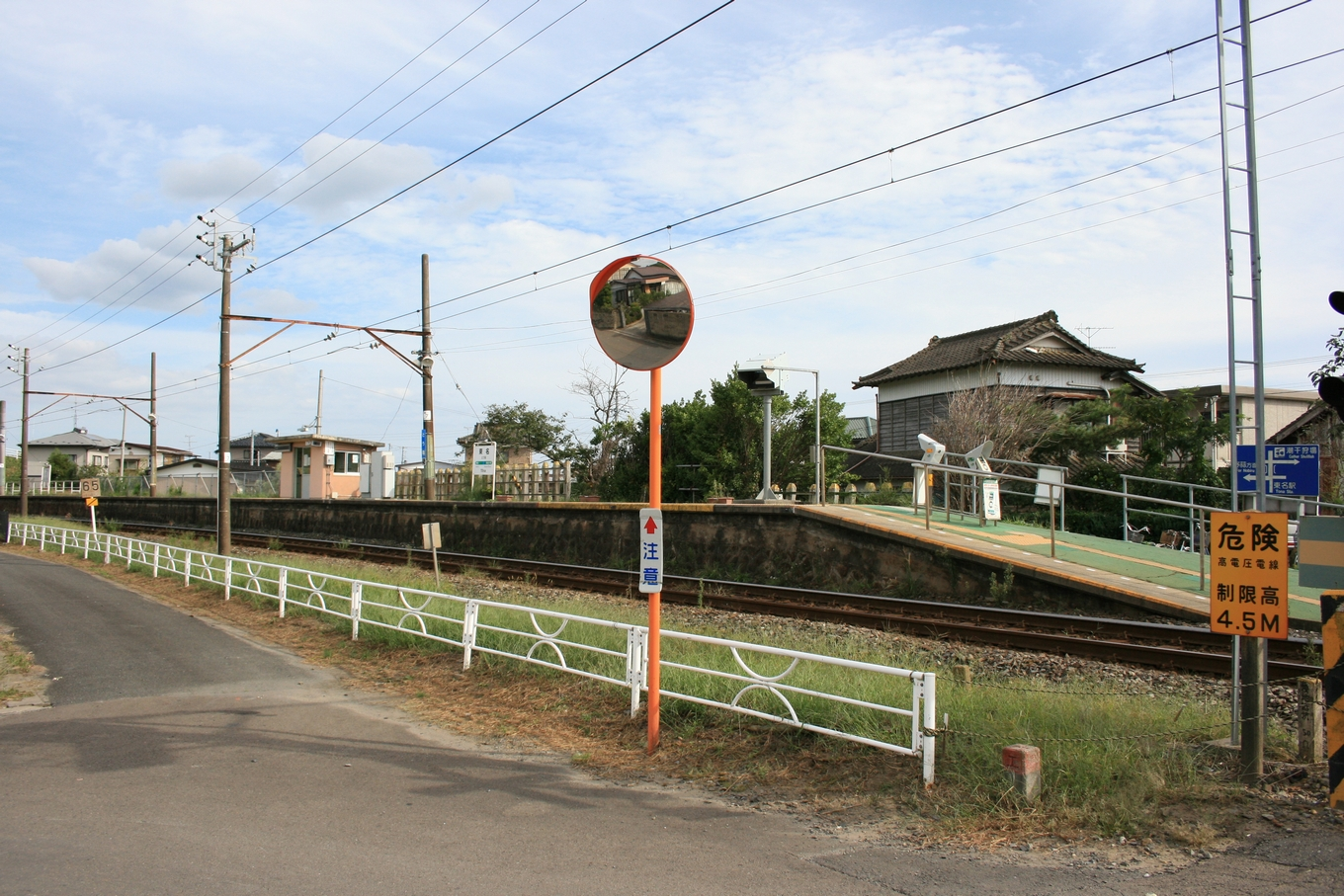
旧駅ホーム（2007年9月）
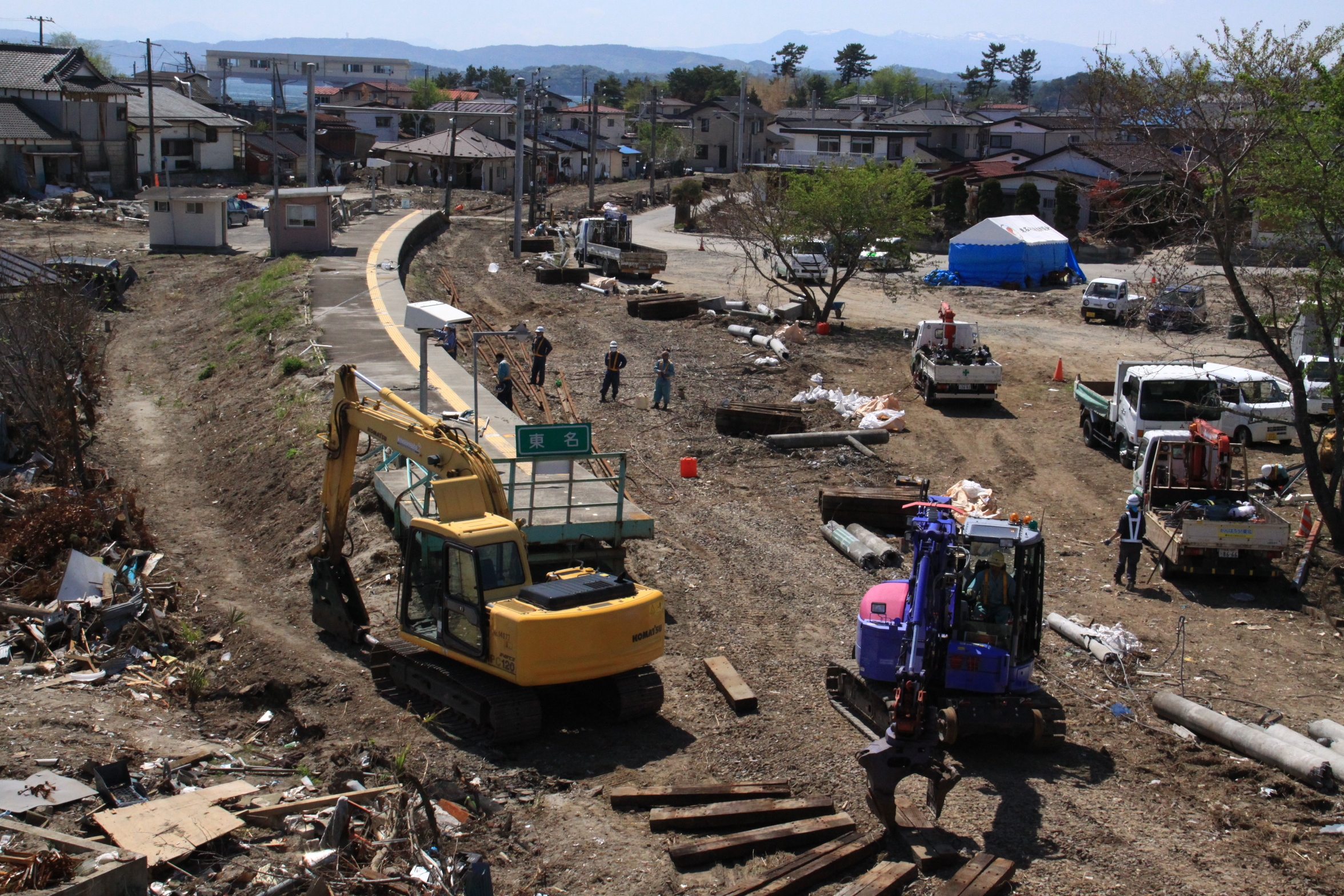
東日本大震災後の東名駅（2011年5月）
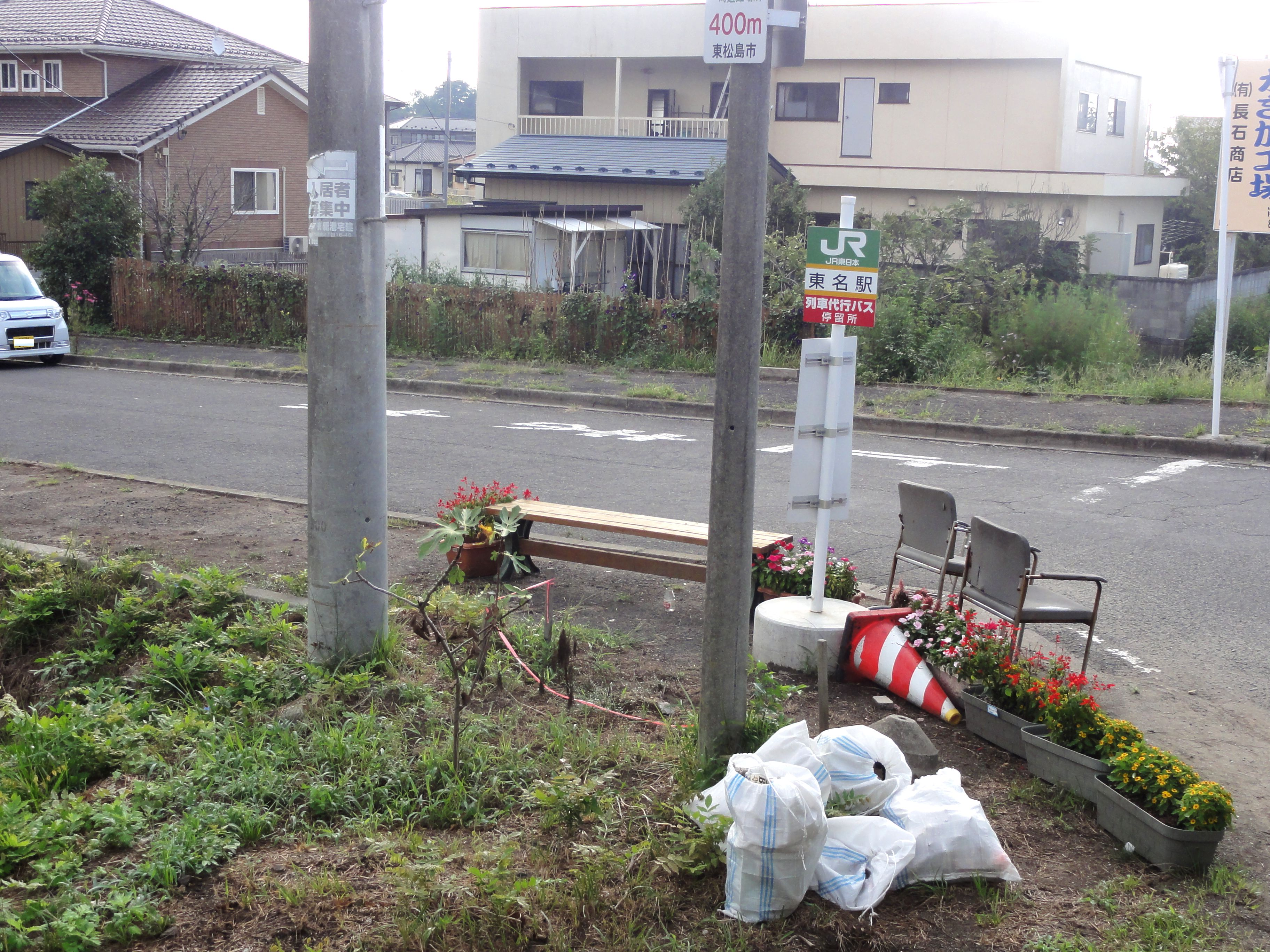
代行バス停留所（2012年9月）
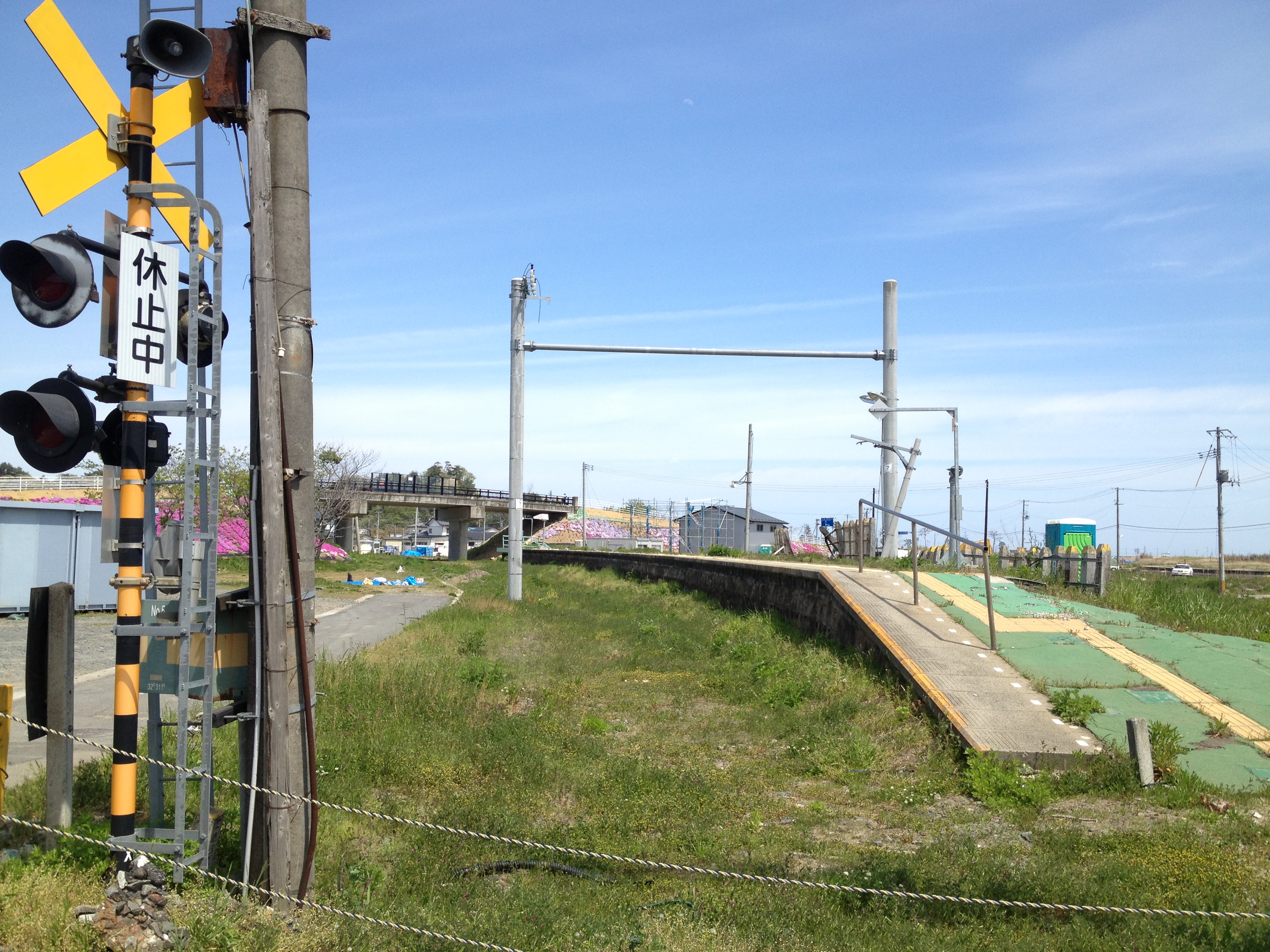
設備が撤去された仙石線東名駅。奥は県道奥松島松島公園線跨線橋（2013年5月）
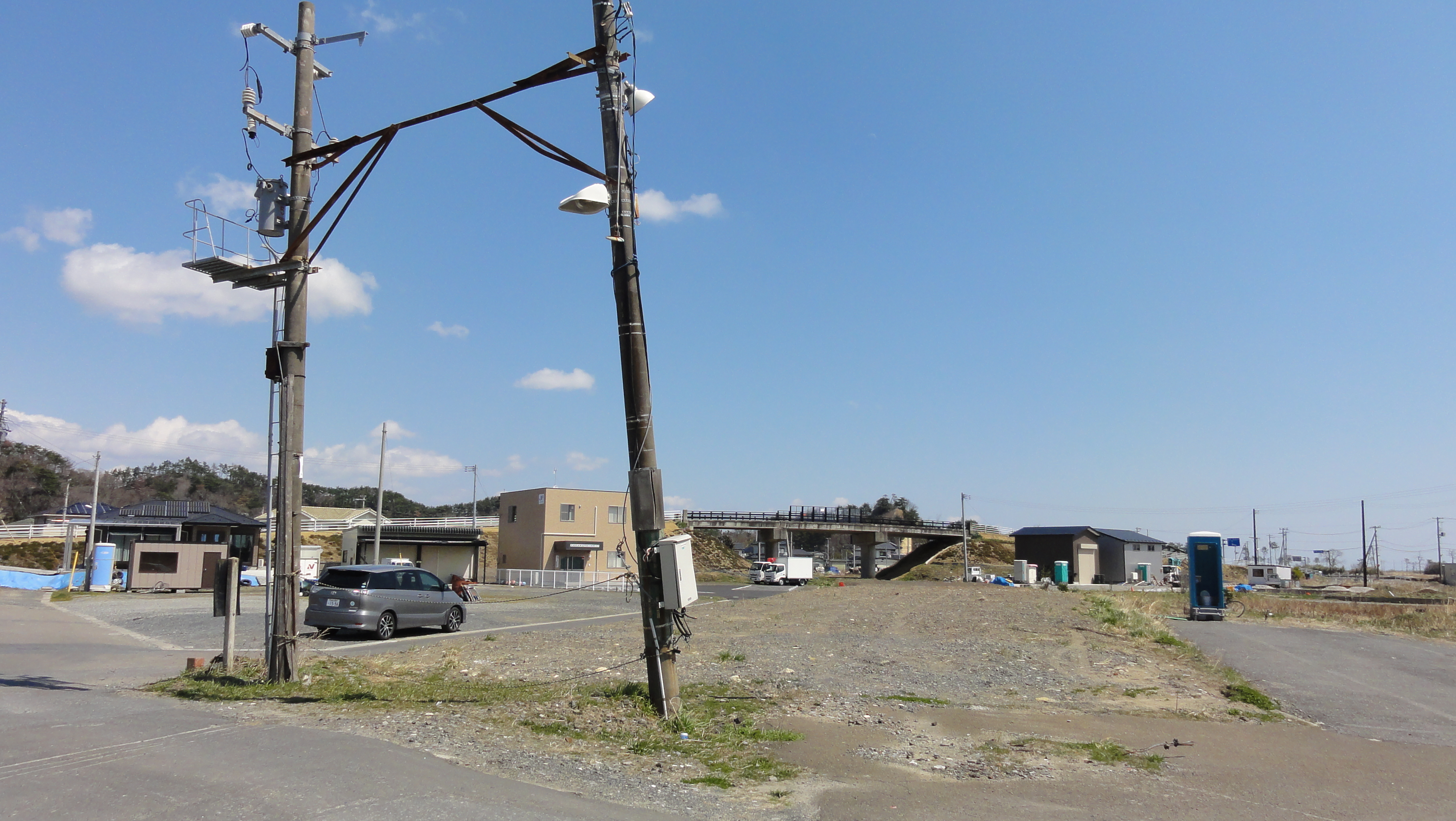
更地になった旧駅跡（2014年4月）

## 駅周辺

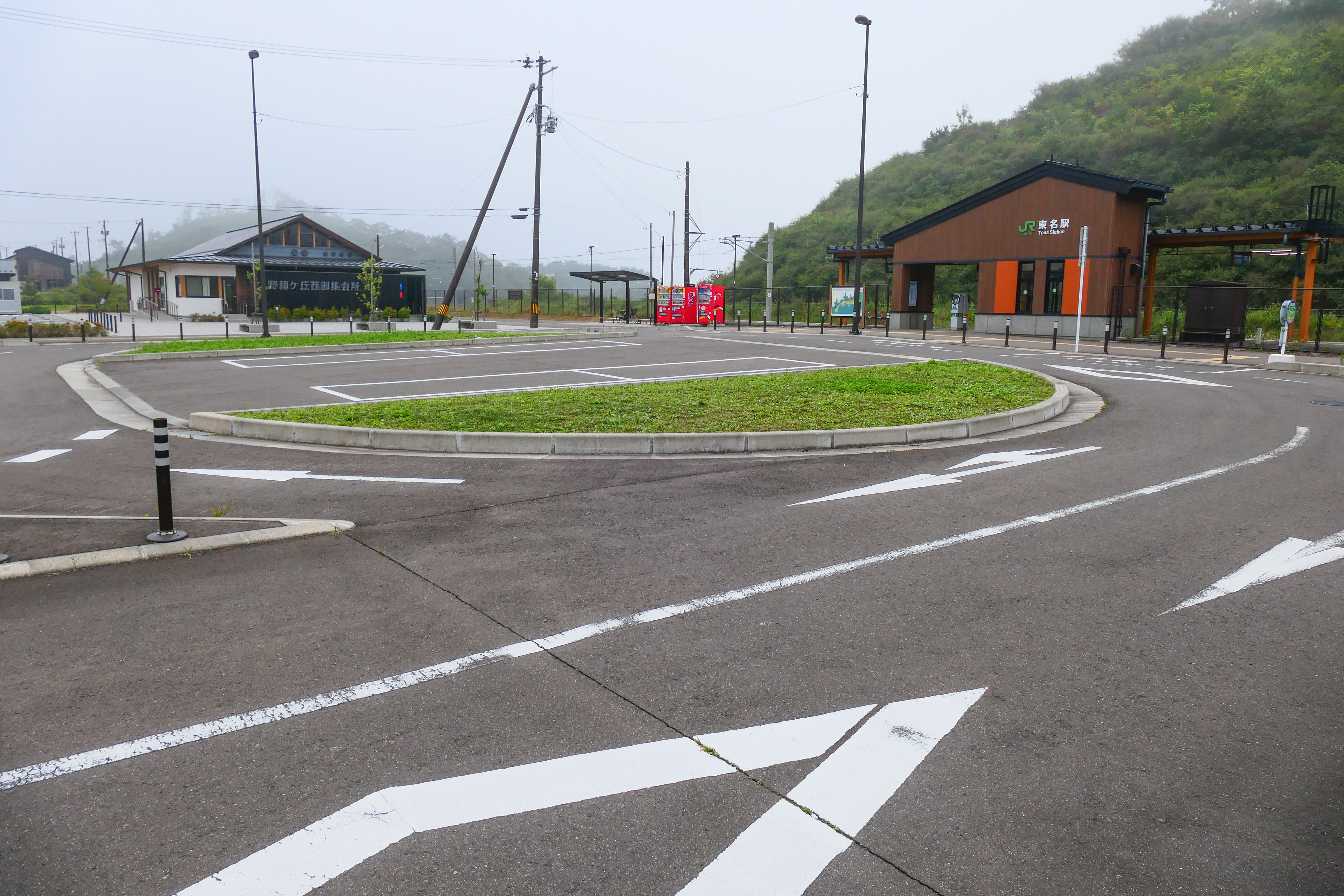
駅前ロータリー（2021年9月）

- 野蒜郵便局（2018年〈平成30年〉4月16日移転[6]）
- 宮城県道27号奥松島松島公園線
- 東名運河
- 東名郵便局（東日本大震災の影響により休止中[7]）
- 東名浜海岸
- ショッピングプラザ 森の風
  - 森の風内ファーマライズ薬局　のびるが丘店

## 隣の駅
東日本旅客鉄道（JR東日本）
■仙石線
■普通
陸前大塚駅 - 東名駅 - 野蒜駅
■■仙石東北ライン
全列車通過

### 報道発表資料
1. 1 2  『2015年5月ダイヤ改正について』（PDF）（プレスリリース）東日本旅客鉄道仙台支社、2015年2月26日。オリジナルの2015年2月26日時点におけるアーカイブ。2024年10月5日閲覧。
2. ↑  『2003年10月26日（日）仙台エリアSuica（スイカ）デビュー!』（PDF）（プレスリリース）東日本旅客鉄道、2003年8月21日。オリジナルの2020年5月26日時点におけるアーカイブ。2020年5月26日閲覧。
3. ↑  『石巻線および仙石線の全線運転再開と仙石東北ライン開業に伴う営業キロの変更及び運賃の適用等について』（PDF）（プレスリリース）東日本旅客鉄道仙台支社、2015年1月29日。オリジナルの2015年1月29日時点におけるアーカイブ。2024年10月5日閲覧。
4. ↑  『Suicaエリア外もチケットレスで! 東北エリアから「えきねっとQチケ」がはじまります』（PDF）（プレスリリース）東日本旅客鉄道、2024年7月11日。オリジナルの2024年7月11日時点におけるアーカイブ。2024年8月11日閲覧。

### 新聞記事
1. ↑  「JR仙石線全線、15年度にも復旧、一部区間を内陸に移設」『日本経済新聞』2012年1月27日、朝刊、社会面。